# Parc naturel côtier de la Sterpaia
Le parc naturel côtier de la Sterpaia (en italien : parco Naturale Costiero della Sterpaia) est un parc naturel italien situé en Toscane, à l'intérieur du golfe entre les communes de Piombino et Follonica, dans la province de Livourne (Toscane).

## Description
Le parc naturel côtier de la Sterpaia a une surface d'environ 296 ha,. S'étendant sur la côte tyrrhénienne de Livourne, à l'intérieur du golfe entre Piombino et Follonica, le parc est typique du paysage du littoral de la Maremme.
On y trouve des chênes séculaires, des petits animaux sauvages, des dunes de sable qui mènent à la mer.
Il fait partie du Sistema dei Parchi della Val di Cornia.

## Caractéristiques
Le parc comporte :
- 17 ha de plages sur une longueur côtière d'environ 10 km ;
- 124 ha de dunes ;
- 155 ha de forêts et de clairières.

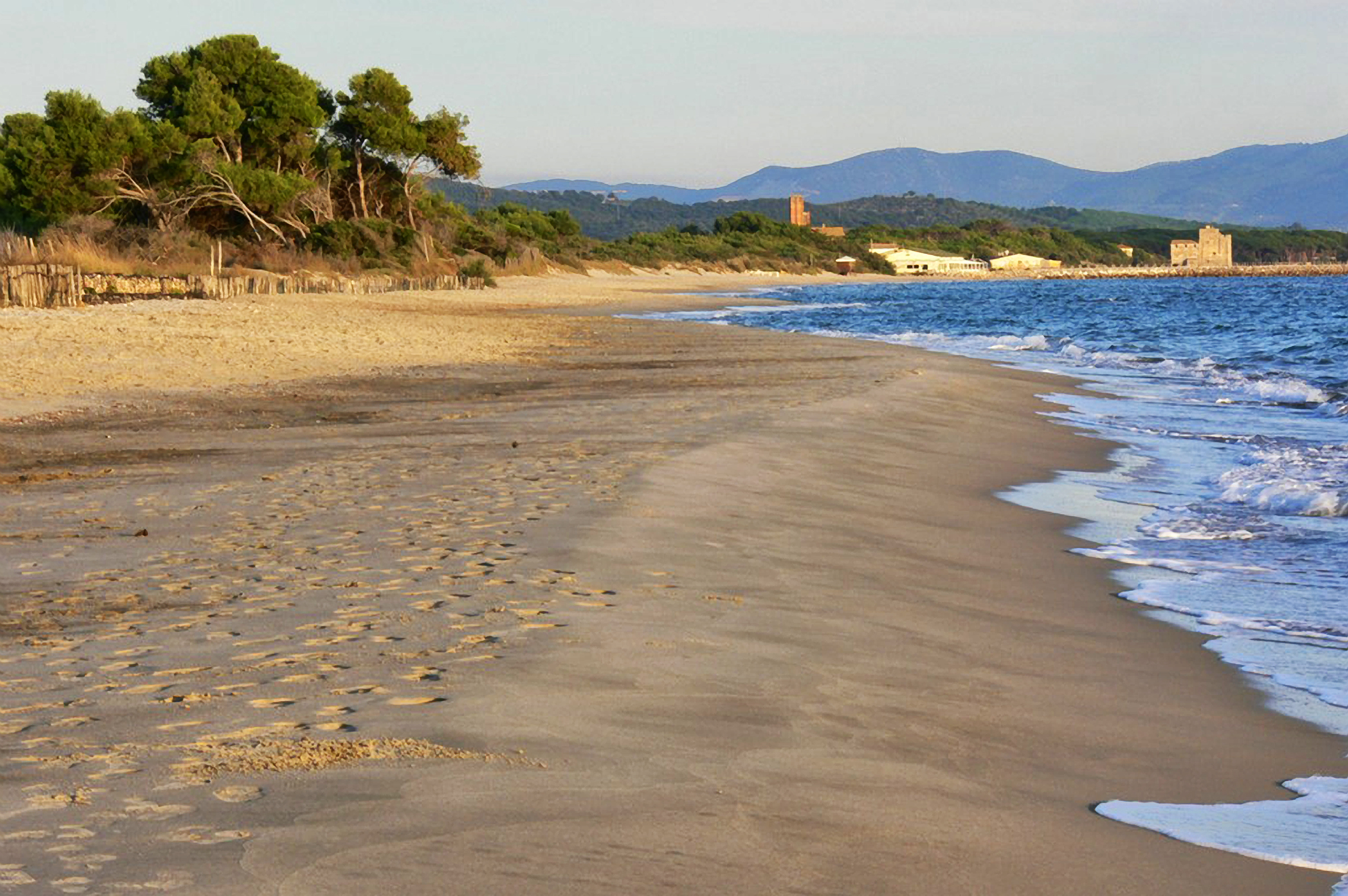
La plage et la tour Mozza

La côte du parc a une forme légèrement falciforme, profonde et légèrement en pente vers la mer avec du sable clair délimité par une étroite dune. Le contour est jalonné de diverses tours qui dans le passé servaient pour la surveillance des rivages.
Les voies menant aux entrées du parc et aux plages proviennent de la route dite « géodésique » reliant la frazione Riotorto à Piombino. De nombreux parkings permettent un accès règlementé aux nombreuses plages le long de la côte.